# Aldo Novelli (conduttore)
Aldo Novelli, pseudonimo di Emilio Pappagallo (Caserta, 18 aprile 1924 – Roma, 8 novembre 2010), è stato un conduttore televisivo e conduttore radiofonico italiano.

## Biografia
Negli anni sessanta debutta in televisione dove conduce una serie di programmi tra cui Il Soldatino (1962), Bianco e Nero (1963) e I Campioni del Circo (1964). Terminata l'esperienza come conduttore ha continuato a lavorare in RAI come autore televisivo almeno fino al 1979.

## Televisione

### Programmi televisivi
- Visita al Porto di Napoli (Programma Nazionale, 1960)
- Due per Tutti (Programma Nazionale, 1962)
- I Ragazzi dell'Aquilone (Programma Nazionale, 1962)
- La Settimana del Folklore Internazionale (Programma Nazionale, 1962)
- L'Album dei Francobolli (Programma Nazionale, 1962)
- Il Soldatino (Programma Nazionale, 1962)
- Bianco e Nero (Programma Nazionale, 1963)
- Biribò (Programma Nazionale, 1963)
- I Campioni del Circo (Programma Nazionale, 1964)
- Teleset (Programma Nazionale, 1966)

## Radio
- Una Ribalta per i Giovani (Radio Rai, 1961)